# Vuxen barnmusik
Vuxen barnmusik är Bröderna Lindgrens debutalbum, utgivet 2007 på Bonnier Amigo. Skivan gästas av en rad kända svenska artister, som Ebbot Lundberg, Patrik Arve och Kristofer Åström.

## Låtlista
Om inte annat anges indikerar parenteserna sånginsatser.
1. "Om en guldfisk" - 2:00 (Kristofer Åström)
2. "En flugas väg" - 3:53 (Ebbot Lundberg)
3. "Välkommen till djungeln" - 2:52 (Patrik Arve)
4. "Mod" - 2:30 (Kristofer Åström)
5. "Eld i baken" - 2:49 (Caroline Wennergren)
6. "En hund som jag" - 3:00 (Mattias Alkberg)
7. "Regnbågen" - 2:54 (Vanna Rosenberg)
8. "Stor" - 3:26 (Asha Ali)
9. "Flyg iväg" - 3:33 (Caroline Wennergren)
10. "På väg" - 2:07 (Ebbot Lundberg)
11. "Engelskan" - 3:13 (Patrik Arve, Swing)
12. "En vän som försvann" - 2:48 (Asha Ali)
13. "Finns det någon där" - 3:45 (Nina Ramsby, Martin Hederos (piano))

## Mottagande
Skivan fick i stort ett gott mottagande och snittar på 3,8/5 på Kritiker.se, baserat på åtta recensioner.